# Понсан-Субиран
Понса́н-Субира́н (фр. Ponsan-Soubiran) — коммуна во Франции, находится в регионе Юг — Пиренеи. Департамент — Жер. Входит в состав кантона Масёб. Округ коммуны — Миранд.
Код INSEE коммуны — 32324.

## География
Коммуна расположена приблизительно в 630 км к югу от Парижа, в 85 км западнее Тулузы, в 34 км к югу от Оша.
По территории коммуны протекает река Петит-Баиз.

## Климат
Климат умеренно-океанический. Лето жаркое и немного дождливое, температура часто превышает 35 °С. Зимой часто бывает отрицательная температура и ночные заморозки. Годовое количество осадков — 700—900 мм.

## Население
Население коммуны на 2010 год составляло 123 человека.
| 1962 | 1968 | 1975 | 1982 | 1990 | 1999 | 2010 |
| ---- | ---- | ---- | ---- | ---- | ---- | ---- |
| 167  | 138  | 117  | 108  | 122  | 117  | 123  |

## Администрация
| Период | Период | Фамилия         | Партия | Примечания |
| ------ | ------ | --------------- | ------ | ---------- |
| 2001   | 2008   | Жан-Клод Кальва |        |            |
| 2008   | 2014   | Мишель Кро      |        |            |
| 2014   | 2020   | Шанталь Каз     |        |            |

## Экономика
В 2010 году среди 66 человек трудоспособного возраста (15-64 лет) 42 были экономически активными, 24 — неактивными (показатель активности — 63,6 %, в 1999 году было 76,6 %). Из 42 активных жителей работали 42 человека (23 мужчины и 19 женщин), безработных не было. Среди 24 неактивных 8 человек были учениками или студентами, 9 — пенсионерами, 7 были неактивными по другим причинам.

## Фотогалерея

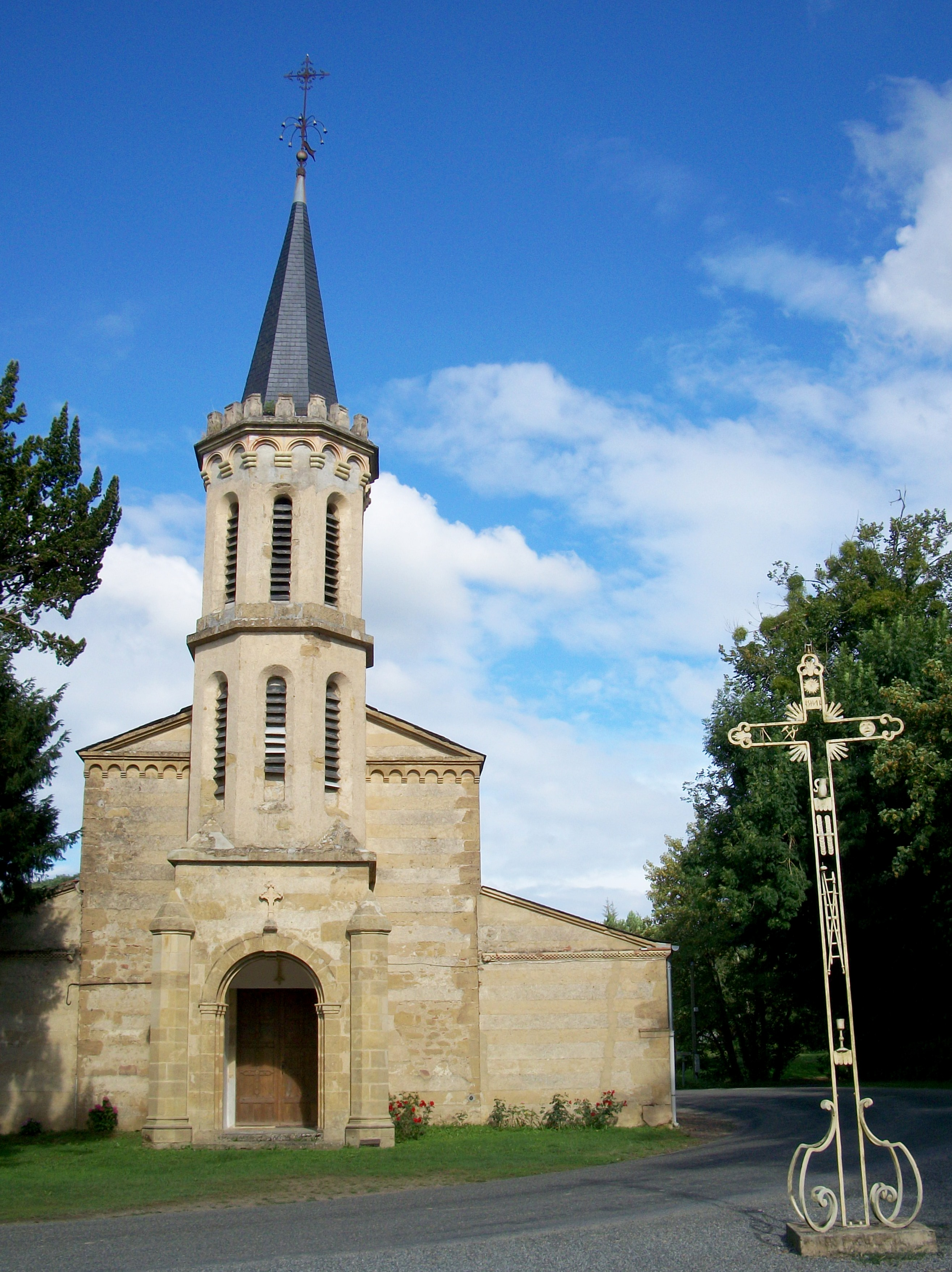
Церковь Св. Мартина
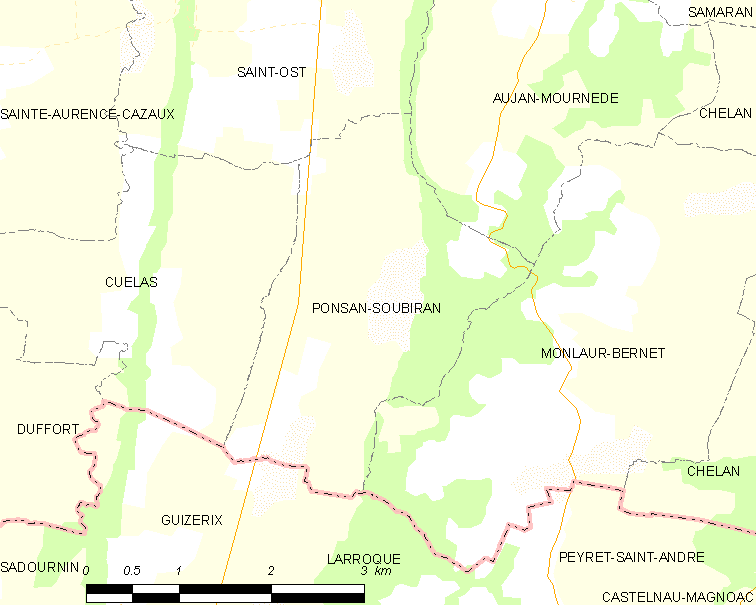
Карта коммуны